# Championnat de Guernesey de football
Le championnat de Guernesey de football, appelé Priaulx League (ou FNB Priaulx League) est le championnat de football de plus haut niveau de Guernesey. Il est créé en 1893 par l'Association de football de Guernesey, mais est organisée par la Ligue de football de Guernesey depuis 2016.

## Équipes et terrains (2019-2020)
| Equipe             | Ville                | Stade               | Capacité | Fondation |
| ------------------ | -------------------- | ------------------- | -------- | --------- |
| Alderney           | Aurigny              | Arsenal             | 1 500    |           |
| Belgrave Wanderers | Saint Sampson        | Cycling Ground      | 3 000    | 1897      |
| Manzur             | Saint Sampson        | Northfield          | 1 000    |           |
| Northeners AC      | Saint Sampson        | Northfield          | 1 000    | 1905      |
| Rangers FAC        | Saint Andrew         | St. Andrews         | 1 000    | 1893      |
| Rovers AC          | Vale                 | Port Soif           | 1 000    | 1932      |
| St. Martins AC     | Saint Martin         | Blanche Pierre Lane | 1 000    | 1894      |
| UCF Sylvans        | Saint Pierre du Bois | St. Peters          | 1 000    | 1922      |
| Vale Recreation    | Saint Sampson        | Corbet Field        | 3 000    | 1932      |

## Palmarès
| Saison    | Vainqueur                                                | Saison    | Vainqueur                                               | Saison    | Vainqueur        | Saison    | Vainqueur          |
| --------- | -------------------------------------------------------- | --------- | ------------------------------------------------------- | --------- | ---------------- | --------- | ------------------ |
| 1893-1894 | Band Company, 2nd Batt. Royal Fusilliers                 | 1926-1927 | Northerners                                             | 1961-1962 | Northerners      | 1990-1991 | Northerners        |
| 1894-1895 | G & H Company Royal Fusilliers                           | 1927-1928 | Northerners                                             | 1962-1963 | Northerners      | 1991-1992 | Northerners        |
| 1895-1896 | 10 Company, W Division, R.A.                             | 1928-1929 | Northerners                                             | 1963-1964 | St. Martins      | 1992-1993 | Vale Recreation    |
| 1896-1897 | 2nd Batt. P.A. Somerset L.I.                             | 1929-1930 | Northerners                                             | 1964-1965 | St. Martins      | 1993-1994 | Sylvans            |
| 1897-1898 | 2nd Batt. Wilts.                                         | 1930-1931 | Guernsey Rangers                                        | 1965-1966 | St. Martins      | 1994-1995 | Sylvans            |
| 1898-1899 | 2nd Batt. Wilts.                                         | 1931-1932 | Northerners                                             | 1966-1967 | St. Martins      | 1995-1996 | Sylvans            |
| 1899-1900 | Northerners                                              | 1932-1933 | Northerners                                             | 1967-1968 | St. Martins      | 1996-1997 | Sylvans            |
| 1900-1901 | Northerners                                              | 1933-1934 | Guernsey Rangers                                        | 1968-1969 | St. Martins      | 1997-1998 | Sylvans            |
| 1901-1902 | Grange                                                   | 1934-1935 | Guernsey Rangers                                        | 1969-1970 | St. Martins      | 1998-1999 | Sylvans            |
| 1902-1903 | Northerners                                              | 1935-1936 | Northerners                                             | 1970-1971 | St. Martins      | 1999-2000 | Sylvans            |
| 1903-1904 | 2nd Batt. Leicesters                                     | 1936-1937 | Northerners                                             | 1971-1972 | St. Martins      | 2000-2001 | Sylvans            |
| 1904-1905 | 2nd Batt. Manchesters                                    | 1937-1938 | Guernsey Rangers                                        | 1972-1973 | Vale Recreation  | 2001-2002 | Sylvans            |
| 1905-1906 | 2nd Batt. Manchesters                                    | 1938-1939 | Guernsey Rangers                                        | 1973-1974 | Vale Recreation  | 2002-2003 | Vale Recreation    |
| 1906-1907 | 2nd Batt. Manchesters                                    | 1939-1946 | Championnats interrompus par la Seconde Guerre mondiale | 1974-1975 | Vale Recreation  | 2003-2004 | St. Martins        |
| 1907-1908 | Northerners                                              | 1946-1947 | Belgrave Wanderers                                      | 1975-1976 | Vale Recreation  | 2004-2005 | Sylvans            |
| 1908-1909 | 2nd Middlesex Regiment                                   | 1947-1948 | Northerners                                             | 1976-1977 | Vale Recreation  | 2005-2006 | Belgrave Wanderers |
| 1909-1910 | Northerners                                              | 1948-1949 | Guernsey Rangers                                        | 1977-1978 | Guernsey Rangers | 2006-2007 | Northerners        |
| 1910-1911 | 2nd Batt. Royal Irish Regiment                           | 1949-1950 | Guernsey Rangers                                        | 1978-1979 | St. Martins      | 2007-2008 | Belgrave Wanderers |
| 1911-1912 | 2nd Batt. Royal Irish Regiment                           | 1950-1951 | Guernsey Rangers                                        | 1979-1980 | Guernsey Rangers | 2008-2009 | Northerners        |
| 1912-1913 | Northerners                                              | 1951-1952 | Guernsey Rangers                                        | 1980-1981 | Vale Recreation  | 2009-2010 | Belgrave Wanderers |
| 1913-1914 | Yorkshire Regiment                                       | 1952-1953 | Northerners                                             | 1981-1982 | Vale Recreation  | 2010-2011 | St. Martins        |
| 1914-1919 | Championnats interrompus par la Première Guerre mondiale | 1953-1954 | Guernsey Rangers                                        | 1982-1983 | Vale Recreation  | 2011-2012 | Northerners        |
| 1919-1920 | Belgrave Wanderers                                       | 1954-1955 | Guernsey Rangers                                        | 1983-1984 | Vale Recreation  | 2012-2013 | Belgrave Wanderers |
| 1920-1921 | Northerners                                              | 1955-1956 | Guernsey Rangers                                        | 1984-1985 | St. Martins      | 2013-2014 | Belgrave Wanderers |
| 1921-1922 | Northerners                                              | 1956-1957 | Northerners                                             | 1985-1986 | Vale Recreation  | 2014-2015 | Northerners        |
| 1922-1923 | Athletics                                                | 1957-1958 | Guernsey Rangers                                        | 1986-1987 | Vale Recreation  | 2015-2016 | Northerners        |
| 1923-1924 | Northerners                                              | 1958-1959 | Guernsey Rangers                                        | 1987-1988 | Vale Recreation  | 2016-2017 | Guernsey Rovers    |
| 1924-1925 | Guernsey Rangers                                         | 1959-1960 | Belgrave Wanderers                                      | 1988-1989 | Vale Recreation  | 2017-2018 | Guernsey Rovers    |
| 1925-1926 | Northerners                                              | 1960-1961 | Northerners                                             | 1989-1990 | Northerners      | 2018-2019 | St. Martins        |